# Mustapha Boukar
Mustapha Boukar (Orano, 24 aprile 1964) è un ex calciatore ed ex giocatore di calcio a 5 algerino.

## Carriera
Come massimo riconoscimento in carriera vanta la partecipazione, con la Nazionale di calcio a 5 dell'Algeria, al FIFA Futsal World Championship 1989 dove la nazionale nordafricana non ha superato il primo turno, affrontando Olanda, Paraguay e Danimarca.